# Norrfjärden, Korpo
Norrfjärden är en fjärd i Finland. Den ligger i Korpo i landskapet Egentliga Finland, i den sydvästra delen av landet, 190 km väster om huvudstaden Helsingfors.
Norrfjärden avgränsas av Ängskär och Tvisingskär i norr, Stora Kummelskär i öster, Sommarön och Aspö i söder samt Ingolskär i väster. Den ansluter till Västerfjärden i sydväst och Nötö fjärden i öster.